# Bob Backlund
Robert Lee Backlund (Princeton (Minnesota), 14 augustus 1949), beter bekend onder zijn worstelnaam Bob Backlund, is een Amerikaans professioneel worstelaar en acteur.

## In het worstelen
- Finishers
  - Atomic Knee Drop (Diving knee drop; 1973–1978)
  - Atomic Spinecrusher (Atomic drop)

- Signature moves
  - Crossface chickenwing
  - Half nelson bridging cradle
  - Backslide
  - Meerdere suplex variaties
    - Belly to back
    - Double underhook
    - Vertical

- Managers
  - Arnold Skaaland

- Worstelaar managed
  - The Sultan
  - Kurt Angle
  - Darren Young

## Prestaties
- Championship Wrestling from Florida
  - NWA Florida Tag Team Championship (1 keer met Steve Keirn)

- Georgia Championship Wrestling
  - NWA Georgia Tag Team Championship (1 keer met Jack Brisco)

- NWA Western States Sports
  - NWA Western States Heavyweight Championship (3 keer)

- Professional Wrestling Hall of Fame and Museum
  - Modern Era (Class of 2008)

- St. Louis Wrestling Club
  - NWA Missouri Heavyweight Championship (1 ker)

- World Wide Wrestling Federation/World Wrestling Federation
  - WWWF World Heavyweight Championship/WWF Championship (2 keer)
  - WWF Tag Team Championship (1 keer met Pedro Morales)
  - WWE Hall of Fame (Class of 2013)

- Wrestle Association R
  - WAR World Six-Man Tag Team Championship (1 keer met Scott Putski en The Warlord)